# Ferguson (entreprise)
Pour les articles homonymes, voir Wolseley et Ferguson.
Ferguson Plc, anciennement Wolseley, est une entreprise britannique spécialisée dans la distribution de produits sanitaire, chauffage, canalisations et un des leaders dans la distribution de bois et autres matériaux de construction. Ferguson est cotée à la Bourse de Londres et fait partie de l'indice FTSE 100. Il est enregistré à Jersey, dans le Winnersh Triangle, au Royaume-Uni.
Ses marques incluent Ferguson Enterprises (aux États-Unis), Wolseley (au Royaume-Uni et au Canada) et William Wilson (au Royaume-Uni). Wolseley a changé son nom pour Ferguson plc en mars 2017, afin de refléter la primauté de ses opérations aux États-Unis. La société continue à opérer sous le nom de Wolseley au Royaume-Uni et au Canada.

## Historique
L'entreprise a été fondée en 1887 à Sydney en Australie par Frederick York Wolseley sous le nom Wolseley Sheep Shearing Machine Company Limited. En 1889, la société déménage en Angleterre. En 1896, Wolseley produit sa première voiture motorisée dans son usine automobile à Birmingham. En 1901, après la production de près de 100 voitures, Wolseley vend son unité de production automobile à Vickers Son and Maxim Limited, qui deviendra plus tard le groupe Rover.
Dans les années 1950, Wolseley se diversifie dans les grillages électrifiés. En 1958, Wolseley fusionne avec la société Geo H Hughes et devient Wolseley-Hughes.
Dans les années 1970,  OBC, Granville Controls et Yorkshire Heating Supplies sont les trois principales enseignes du groupe. De 1976 à 1995, le groupe est présidé par Jeremy Lancaster qui remplace son père aux rênes de l'entreprise. Sous sa présidence, les profits du groupe sont passés de 4,5 millions à 245 millions de livres.
En 1982, Wolseley-Hughes fait son entrée sur le marché des États-Unis en faisant l'acquisition de la société Ferguson spécialisée dans la distribution de matériel de plomberie,.
En 1985, la filiale construction de Wolseley-Hughes, Wolseley Centers, est créée. En 1986, son expansion aux États-Unis se poursuit avec l'acquisition de Carolina Builders.
En avril 1986, le groupe Wolseley-Hughes devient le groupe Wolseley, et s'étend plus aux États-Unis avec l'acquisition du groupe californien Familian. Dans les années 1990, tout en se développant dans plusieurs pays d'Europe, Wolseley opère six rachats d'enseignes supplémentaires aux États-Unis, et entame la fusion de ses activités avec Familian. Fin 1990, les États-Unis représentent la moitié du chiffre d'affaires du groupe.
En 2000, Cinven rachète à Wolseley ses activités de manufacture pour £215 millions et se consacre dès l'année suivante uniquement à la distribution.
En 2016, le groupe Wolseley se sépare de la société Bois & Matériaux installée à Pacé près de Rennes, spécialisée dans la distribution de bois et de matériaux pour la construction et les aménagements qui comprend les sociétés Panofrance et Réseau Pro, au fond californien Open Gate Capital, qui se compose de 140 agences.
En décembre 2020, Ferguson annonce la vente de ses activités au Royaume-Uni, comprenant la marque Wolseley, pour 308 millions de livres, pour se concentrer sur ses activités aux États-Unis.

## Principaux actionnaires
Au 20 janvier 2020:
| Trian Fund Management                                | 5,24% |
| FIL Investment Advisors                              | 5,04% |
| Norges Bank Investment Management                    | 3,68% |
| Capital Research & Management Co. (Global Investors) | 3,01% |
| BlackRock Investment Management                      | 2,90% |
| The Vanguard Group                                   | 2,86% |
| Newton Investment Management                         | 2,73% |
| Capital Research & Management Co. (World Investors)  | 2,40% |
| Threadneedle Asset Management                        | 2,39% |
| Fiduciary Management                                 | 2,19% |

## Activité
Le groupe Ferguson emploie 38 000 personnes dans 2 700 locations.

### Ferguson France
En 1992, Wolseley s'implante en France en rachètant Brossette, leader français de la distribution de pièces de plomberie, pour 931 millions de francs. Brossette génère alors un bénéfice annuel de 69 millions de francs, et possède un réseau de 120 magasins,.
Le 1er mai 2003, Wolseley rachète Pinault Bois et Matériaux à PPR, alors numéro deux français de la distribution de matériaux de construction, de l'importation et de la transformation de bois, pour 565 millions d'euros,.
Premier importateur et transformateur de bois en France, Wolseley France est également un acteur incontournable de la distribution de bois et de matériaux de construction. En 2013, Wolseley France vend 84 de ses agences Réseau Pro à Chausson Matériaux. La même année, Wolseley France se sépare également de ses enseignes Cardor et Coverpro.
Le  10 mai 2017 Wolseley France est absorbée par le holding B Participations et dissoute.
B Participations est dissoute le 28 novembre 2019

## Enseignes

### France
- Division bois et matériaux : Réseau Pro, Panofrance, Cardor (vendu en 2013), Coverpro (vendu en 2013), Solutions Cuisines, Batimob, Bois des 3 ports
- Division Importation et Solutions Bois : Silverwood, Sinbpla, Carib-Cerland, Savare Le Bois du Nord

## Incidents
En décembre 2005, Greenpeace organise une manifestation contre les importations illégales de bois depuis ce que l'association appelle la forêt africaine des grands gorilles. Selon Greenpeace, trois filiales françaises du groupe - Rougier, Bois des 3 Ports et Réseau Pro - sont impliquées dans le commerce de ces importations illégales.